# Yitzhak HaLevi Herzog
Ne doit pas être confondu avec Isaac Herzog (homme d'État).
Pour les articles homonymes, voir Herzog.
Yitzhak HaLevi Herzog, également appelé Isaac Herzog (3 décembre 1888, Łomża, Pologne-25 juillet 1959, Jérusalem, Israël) est un rabbin du XXe siècle.
Premier grand-rabbin de l'État libre d'Irlande, de 1921 à 1936, il devient, de 1937 jusqu'à sa mort, grand-rabbin ashkénaze de la Palestine mandataire puis de l'État d'Israël après 1948.

## Biographie
Rabbi Herzog est né le 3 décembre 1888 à Łomża en Pologne, il émigra au Royaume-Uni avec sa famille en 1898 qui s'établit à Leeds. Ce fut son père, Joël Leib HaLevi Herzog, rabbin à Leeds puis à Paris qui prit en charge son éducation. Il acheva à l'âge de seize ans l'étude du Talmud.
Le rav Herzog, versé dans les études talmudiques dès son plus jeune âge étudia à la Sorbonne puis à l'université de Londres où il obtint son doctorat. Sa thèse le rendit célèbre dans le monde juif. Il affirmait avoir redécouvert le tekhelet, le pigment bleu mentionné dans la bible pour la coloration des tsitsits[réf. nécessaire].
Le rav Herzog fut rabbin à Belfast de 1916 à 1919 puis, à partir de 1919, à Dublin. Il fut nommé en 1922 grand rabbin de l'État libre d'Irlande où il noua d'excellentes relations avec les dirigeants politiques du pays ainsi qu'avec des ecclésiastiques de haut rang. Il conserva ce poste jusqu'en 1936, date à laquelle il fit son aliyah en Israël, succédant à Abraham Isaac Kook au poste de grand-rabbin des ashkénazes, fonction qu'il occupa jusqu'à sa mort.
Il s'installa à Jérusalem en 1937 et se trouva bientôt aux prises avec des problèmes qui assaillaient alors la communauté juive du pays. Il effectua de nombreux voyages en Europe pendant et après la Shoah, afin de ramener au sein de leur peuple des enfants juifs qui, pour être sauvés, avaient été cachés dans des familles ou des institutions chrétiennes.Le rav Herzog œuvra sans répit pour guider la communauté orthodoxe après la création de l'État d'Israël en 1948. Il dut faire face à une foule de problèmes de Halakhah qui avaient été jusqu'alors purement abstraits. Il lutta surtout pour faire accepter les critères halakhiques dans la définition du statut personnel et conjugal.
Doté d'un brillant esprit de synthèse et d'une mémoire phénoménale, rav Herzog était reconnu comme l'un des plus grands dans le domaine rabbinique[réf. nécessaire].
Il est enterré au cimetière de Sanhédriah à Jérusalem.

## Descendants
Le rav Herzog a eu plusieurs descendants actifs dans la vie politique israélienne. Son fils Chaim devint général de Tsahal puis plus tard président de l’État d’Israël. Son petit-fils, Isaac Herzog est à son tour élu président de l’État d’Israël en 2021.

## Travaux
Rabbi Herzog était une autorité rabbinique reconnue et il a écrit de nombreux livres et articles traitant des problèmes halakhiques concernant la Torah et l'État d'Israël. Ses écrits contribuant à structurer la position du mouvement sioniste religieux en rapport à l'État d'Israël. Ses principaux ouvrages sont :
- (en) Main Institutions of Jewish Law
- (he) Heichal Yitzchak
- (he) Techukah leYisrael al pi haTorah
- (he) Pesachim uKetavim
- (en) The Royal Purple and the Biblical Blue